# Krut och kärlek
Krut och kärlek är en svensk svartvit film från 1956 i regi av Bengt Blomgren. Blomgren har även en större roll i filmen, tillsammans med bland andra Gunnel Lindblom och Segol Mann.

## Om filmen
Inspelningen ägde rum mellan juli 1955 och mars 1956 på Kulturhistoriska museet i Lund, Hallaryd, Örsjön, Ignaberga, Skäralid, Odensjön och Hammars backar i Kåseberga. Producent och manusförfattare var Eje Högestätt och musiken komponerades av Alvar Kraft och Tor Bergner. Fotograf var Gustaf Mandal, som även klippte filmen tillsammans med Blomgren. Den premiärvisades 3 november 1956 på biografen Palladium i Malmö. Den var 85 minuter lång och barntillåten.

## Handling
Filmen utspelar sig på 1600-talet under kung Karl XI:s tid. Snapphanar härjar på gränsen mellan Småland och Skåne och två småländska ryttare, Åke och Ivar, får i uppdrag att fånga in den dansk som är deras ledare.

## Rollista
- Gunnel Lindblom – Inga
- Bengt Blomgren – Åke
- Segol Mann – Ivar, Ingas kusin
- Carl-Axel Elfving	– Olof
- Ellika Mann – Britta
- Tor Bergner – Peder Skjold
- Olle Teimert – Nils Skjold, Peders son
- Siegfried Fischer	– Tord på Birkö, Ingas far
- Jean-Pierre Dutauziet	– Knut
- Uno Larsson – Hans
- Hans Polster – Bork
- Kjell Lilja – ej identifierad roll

### Fotnoter
1. 1 2 3  ”Krut och kärlek”. Svensk Filmdatabas. http://sfi.se/sv/svensk-filmdatabas/Item/?itemid=4529&type=MOVIE&iv=Basic&ref=/templates/SwedishFilmSearchResult.aspx?id%3d1225%26epslanguage%3dsv%26searchword%3dkrut+och+k%C3%A4rlek%26type%3dMovieTitle%26match%3dBegin%26page%3d1%26prom%3dFalse. Läst 11 april 2013.